# 장외발매소

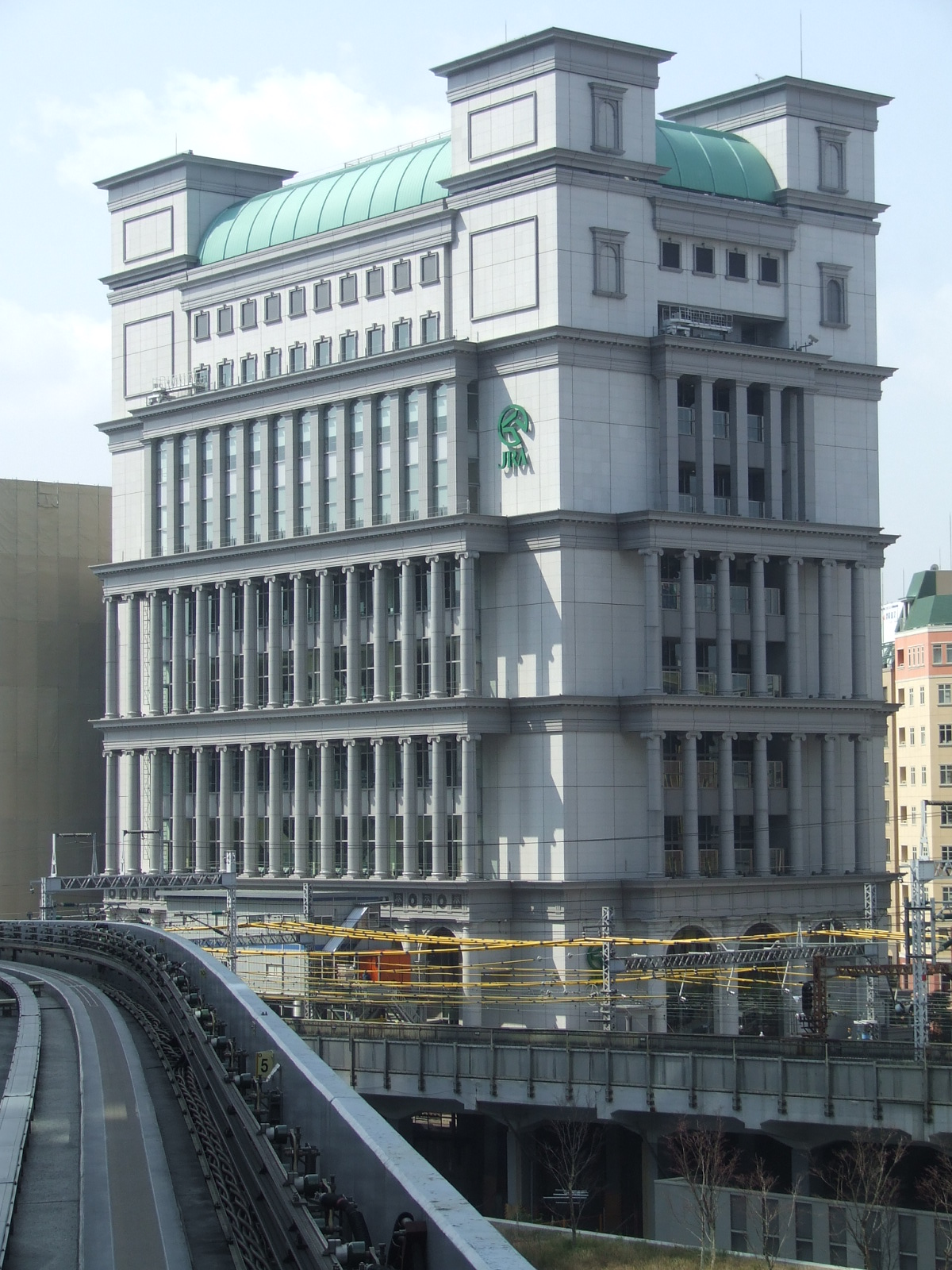

장외발매소(場外發賣所)는 경마가 개최되는 경마장 이외 경마 투표권을 발매하는 장소를 말한다.

## 일본
일본 중앙 경마회 (JRA)의 발매 시스템을 이용하는 발매소는 WINS (윈즈), 엑셀 (회원제), 라이트 윈즈 (소규모 장외발매소)라고 부른다. 2001년 9월부터 JRA의 각 경마장의 비 개최일에 장외 발매하는 경우에는 파크윈즈라고 호칭하고 있다.
한편, 2013년 3월 23일부터 지방 경마 공동 토털티 제타 시스템을 이용한 지방 경마 시설의 장외 발매가 시작되어 J-PLACE (제이플레이스)라고 불린다.
JRA 시스템에서 발매된 투표권과 J-PLACE에서 발매된 투표권은 호환성이없고, JRA의 시스템에서 발권 · 구입한 승마 투표권을 J-PLACE에서 환불하거나 반환 (환매)을받을 수 없다.